# 2006 en économie (discipline)
| • Chronologie générale de l'économie • |

| • Chronologie générale de l'économie • |

| Années de l'économie : 2003 - 2004 - 2005 - 2006 - 2007 - 2008 - 2009    |
| Décennies de l'économie : 1970 - 1980 - 1990 - 2000 - 2010 - 2020 - 2030 |

Cet article présente les faits marquants de l'année 2006 en économie.

## Mois par mois

### Octobre
- 30 octobre : publication du rapport Stern sur l'« économie du changement climatique. »